# 薩凡納圍城戰
薩凡納圍城戰，或稱第二次薩凡納戰役發生於1779年的美國獨立戰爭。該年年初，薩凡納才剛被英國中校阿奇巴德·坎貝爾率領的遠征軍團所攻占。法美聯軍嘗試在1779年9月16日到10月18日的圍攻中收復薩凡納。10月9日的主要攻勢也被英軍的工事所阻。發動攻勢中，為美軍作戰的波蘭貴族卡齊米日·普瓦斯基卻受到重傷。由於法美聯軍遲遲無法拿下，圍攻最終宣告失敗，而英軍則控制著薩凡納一直到1782年7月，幾乎是戰爭將結束之時。

## 外部連結
- 法國自由的彩色參與圍攻薩凡納
- 斯普林希爾堡壘出土文物摘要
- 斯普林希爾堡壘的薩凡納戰場公園
- “獵騎兵團Volontaires”紀念碑圖片 （页面存档备份，存于）詹姆斯·馬斯汀繪，位於Franklin Square, Savannah, GA
- J. E. Kaufmann. . Illustrator:Tomasz Idzikowski. Da Capo Press. 2004: 123–124  [2010-07-28]. ISBN 9780306812941. （原始内容存档于2014-06-28）.